# Anna Płotnicka
Anna Płotnicka (ur. 1956 we Wrocławiu) – polska artystka performance, twórczyni instalacji, sztuki video, fotografii oraz sztuki sieci. Studiowała na PWSSP (obecnie Akademia Sztuk Pięknych) we Wrocławiu, na wydziale Malarstwa, Grafiki i Rzeźby. Obroniła dyplom w 1980 r. w pracowni J.J Aleksiuna.
Fascynują ją działania będące rodzajem aranżacji społecznej przy współudziale postronnych osób – widzów (cykle: Live Stories, Wypał, NikogoNiema, Pustostany) oraz sytuacje artystyczne, które projektuje dla innych (cykl: Kobiety i Obrazy). Wśród różnorodnej aktywności artystycznej Płotnickiej za najbardziej znaczące należy uznać działania performatywne, których efektem często są fotograficzne i audiowizualne dokumentacje oraz filmy stanowiące zapis performansów dokamerowych.
W 2001 i 2004 roku była pomysłodawcą i kuratorką wystawy Krzątanina 1 i Krzątanina 2. Wystawy były zorganizowane przy pomocy BWA Awangarda we Wrocławiu oraz BWA w Zielonej Górze i wzięło w niej udział kilkunastu polskich artystów. W 2006 roku zorganizowała wystawę polskich artystów Zamieszkanie – Sich Einrichten w galerii Motorenhalle w Dreźnie. Odsłona tego projektu, z udziałem niemieckich artystów, miała miejsce w BWA we Wrocławiu, w kwietniu 2007 roku.
Otrzymała Stypendium fundacji Copernicus z Niemiec w 2005 r. oraz CEAAC z Francji w 2008 r.
Jej prace znajdują się w zbiorach Towarzystwa Przyjaciół Sztuk Pięknych „Zachęta” we Wrocławiu, Muzeum Narodowego we Wrocławiu, Muzeum Narodowego w Warszawie, Muzeum Plakatu w Wilanowie i Muzeum Akademii Sztuk Pięknych we Wrocławiu.

## Wybrane Wystawy i prezentacje indywidualne
- 2013 - Pustostany, Muzeum Współczesne Wrocław
- 2011 - Zamieszkanie, Galeria Labirynt, Lublin
- 2005 - Trzymam się powietrza, Galeria ON, Poznań
- 2003 - Kobiety i Obrazy cd., Galeria Miejska Arsenał w Poznaniu
- 2003 - Kobiety i Obrazy cd., Galeria KONT, Lublin
- 2001 – Żywe Historie, Galeria Entropia, Wrocław
- 2001 - Żywe historie cd., CSW "Łaźnia", Gdańsk
- 2000 – sz..., Muzeum Sztuki, Wiesbaden
- 1985 - Widzialne - niewidzialne, Galeria BWA, Lublin
- 1984 - Oddalanie - przybliżanie, Mała Galeria, Warszawa

## Wybrane Wystawy i prezentacje zbiorowe
- 1987 - Biennale Sztuki Nowej, Zielona Góra
- 1987 – II Krajowe Biennale Młodych „Droga i Prawda” we Wrocławiu[2]
- 1986 - International Film Festival, Century Center, Antwerpia
- 1986 - Art now in Poland Het Apollohuis, Eindhoven
- 1985 - Polish Contemporary Art, Banff
- 1985 - Ex Oriente Lux, Pracownia Dziekanka, Warszawa
- 1985 - Wieża bab, Galeria Biała, Lublin
- 1984 - Nurt intelektualny w sztuce polskiej, BWA Lublin
- 1981 - Międzynarodowe Triennale Rysunku we Wrocławiu[2]